# Brauerstern

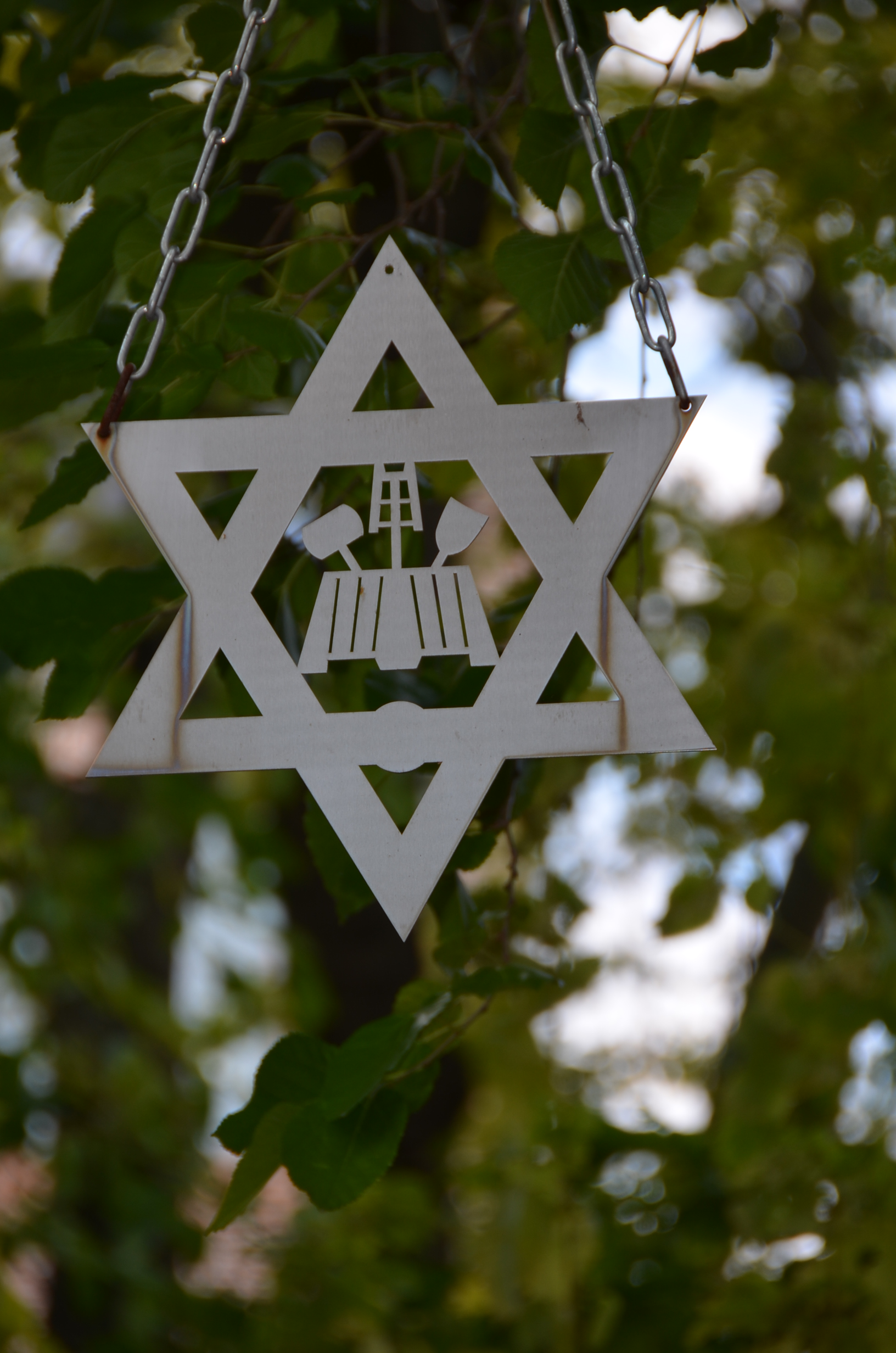
Brauerstern vor dem Zunfthaus der Berliner Brauer

Brauerstern

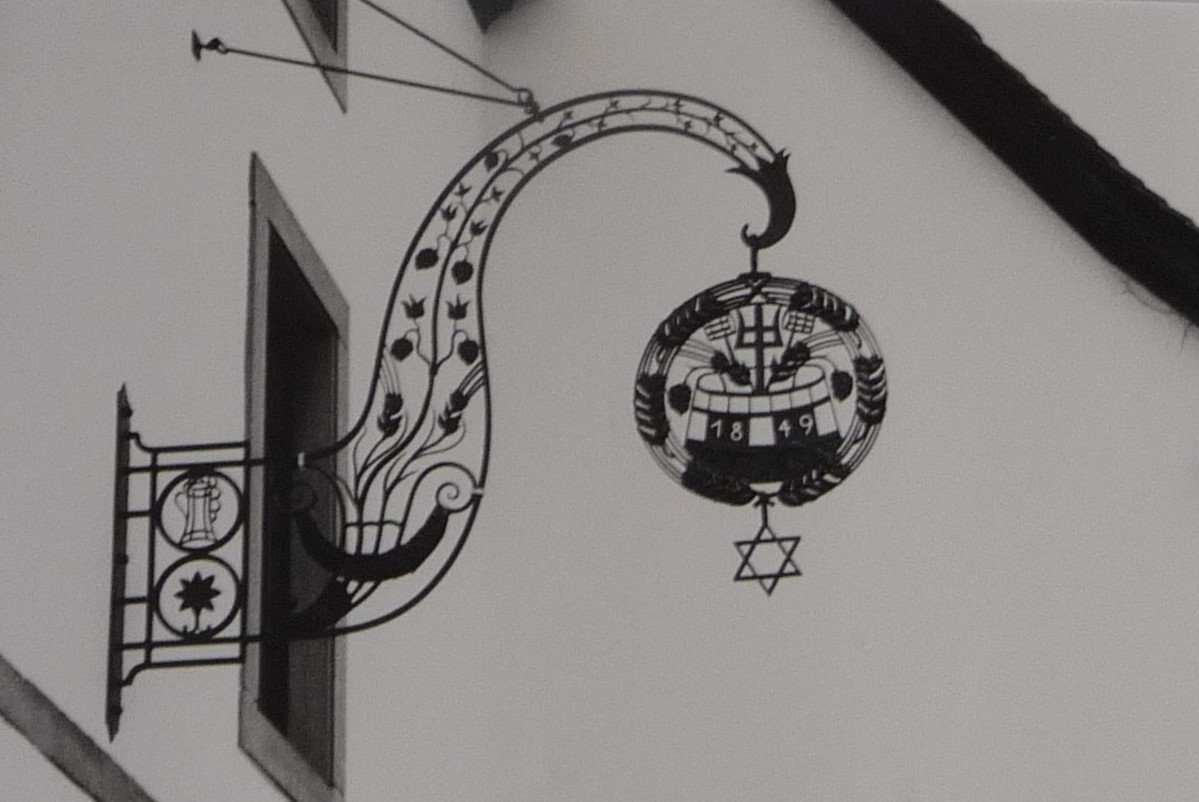
Ausleger mit Brauerstern der Brauerei Bender in Kaiserslautern

Der Brauerstern (auch: Bierstern, Bierzeiger, Braustern, in der Oberpfalz auch Bierzoigl und Zoiglstern) ist ein Sechsstern (Hexagramm), der als Zunftzeichen der Brauer und Mälzer genutzt wird. Der Brauerstern ist auch das Symbol für die Ausgabestelle des Haustrunks einer Brauerei, die daher auch „Stern“ oder „Sternen“ genannt wird.

## Geschichte

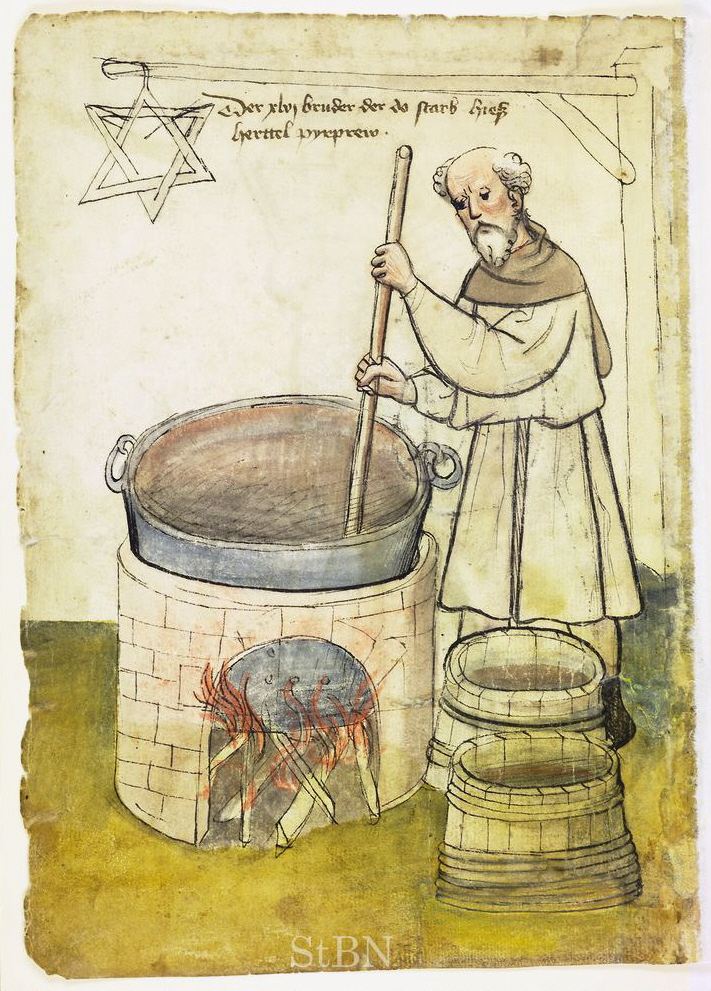
herttel pyrprew aus dem Hausbuch der Mendelschen Zwölfbrüderstiftung von 1425

Der sechszackige Zoiglstern, der aus zwei ineinandergesteckten gleichseitigen Dreiecken gebildet wird, symbolisiert die drei am Brauen beteiligten Elemente Feuer, Wasser und Luft und andererseits die im späten Mittelalter üblichen Zutaten Wasser, Malz und Hopfen. Im Hausbuch der Mendelschen Zwölfbrüderstiftung ist aus dem Jahr 1425 ein Bierbrauer namens Hertel an einem Sudkessel mit Brauerstern abgebildet.
Zur Herkunft des Brauersterns gibt es (bisher) verschiedene Hypothesen.
- Zum einen war das Hexagramm ein Zeichen der Alchemie und symbolisierte die Elemente. Es ist möglich, dass der Brauerstern die zum Bierbrauen notwendigen Stoffe (Feuer und Wasser) darstellte.
- Zum anderen war das Hexagramm ein Schutzsymbol gegen Feuer und Dämonen. Die Brandgefahr war eine der größten Bedrohungen der mittelalterlichen Städte, und es kam beim Bierbrauen immer wieder zu Unfällen. So ist es möglich, dass der Brauerstern Feuerunheil vom Brauhaus abwenden sollte.
- Eine weitere Theorie, die sich aus der erstgenannten ableitet, geht davon aus, dass der Brauerstern einmal die für das Brauen wichtigen drei Elemente (Feuer, Wasser und Luft) symbolisiert und zum anderen die im Mittelalter bekannten Zutaten (Wasser, Malz und Hopfen) bezeichnet (die Hefe als Brauzusatz fehlte damals noch), so dass sich insgesamt die sechs Zacken des Brauersterns damit erklären.[2]

## Verbreitung

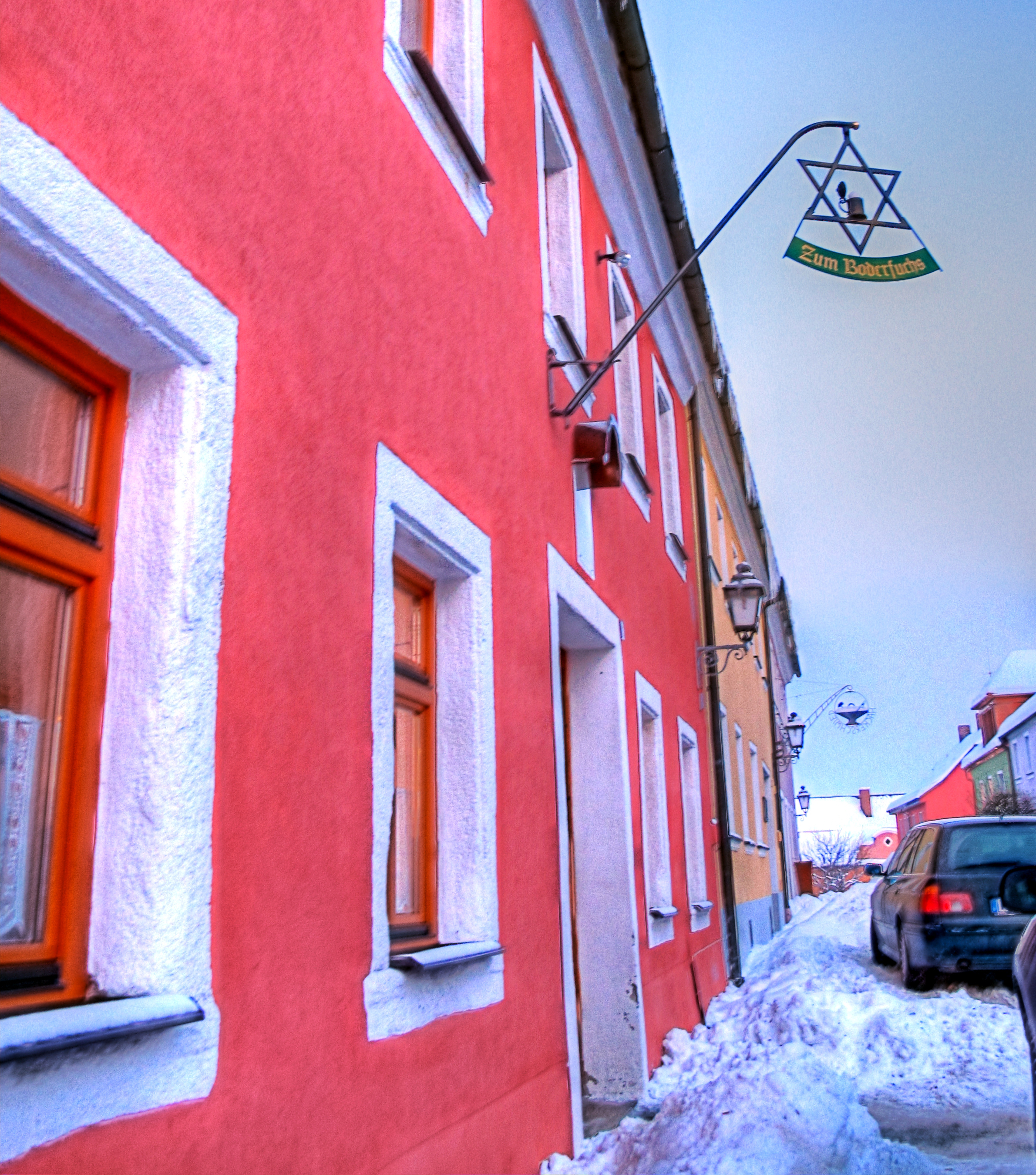
Brauerstern an einer Zoiglstube in Tirschenreuth, Bayern

Der Brauerstern ist vor allem in Süddeutschland verbreitet. Als Element in Wirtshausschildern (Gaststättenausleger) findet er sich noch vielfach in Baden,  Franken, der Oberpfalz und anderen Regionen Deutschlands. Oft war das Zeichen mit der Braugerechtigkeit (auch: „Braugerechtsame“) verbunden, das heißt, mit dem Recht, Bier zu brauen. Als Schankzeichen wurde er aufgehängt, wenn frisches Bier ausgeschenkt wurde. Der Stern diente im Mittelalter einer Bevölkerung, die nicht lesen und schreiben konnte, als Wegweiser zum Bier. Ein roter Stern verkündete den Ausschank von dunklem Bier, ein heller Stern versprach helles Bier.
Der Brauerstern wird im Logo einiger Brauereien verwendet, darunter die Stuttgarter Brauerei Wulle, die Sternquell-Brauerei Plauen, die Würzburger Hofbräu sowie die Brauerei Bender in Kaiserslautern. Der Ausleger von Bender’s Hauswirtschaft mit Brauerstern ist heute am Theodor-Zink-Museum zu sehen.

## Andere Verwendungen des Hexagramms
Der Brauerstern (Zoigl) ist im Zusammenhang mit dem Brau- und Ausschankrecht nicht mit dem Davidstern, dem Symbol der Israeliten und des Judentums, zu verwechseln.
Für weitere Bereiche, in denen identische Hexagramm-Symbole verwendet werden, siehe im entsprechenden Artikel.

### Belletristik
- Günther Thömmes: Der Bierzauberer. 2. Auflage. Gmeiner, 2008, ISBN 978-3-89977-746-8 (Historischer Roman, in dem es um die Entstehung des Brauersterns geht).